# Lista över Jordaniens premiärministrar
Jordaniens premiärminister är regeringschefen i det Hashemitiska Konungariket Jordanien.

## Lista

### Transjordanska Emiratet(1921-1946)
| Nr | Namn                                      | Porträtt | Född-Död  | Tillträdde        | Avgick            | Parti                   |
| -- | ----------------------------------------- | -------- | --------- | ----------------- | ----------------- | ----------------------- |
| 1  | Rashid Tali’a                             |          | 1876-1926 | 11 april 1921     | 15 augusti 1921   | Självständighetspartiet |
| 2  | Mazhar Raslan (1:a gången)                |          | Okänt     | 15 augusti 1921   | 10 mars 1922      | Oberoende               |
| 3  | 'Ali Rida Basha al-Rikabi (1:a gången)    |          | 1864–1943 | 10 mars 1922      | 1 februari 1923   | Militär                 |
| 4  | Mazhar Raslan (2:a gången, tillförordnad) |          | Okänt     | 1 februari 1923   | 5 september 1923  | Oberoende               |
| 5  | Hasan Khalid Abu al-Huda (1:a gången)     |          | 1871-1936 | 5 september 1923  | 3 mars 1924       | Oberoende               |
| 6  | 'Ali Rida Basha al-Rikabi (2:a gången)    |          | 1864–1943 | 3 mars 1924       | 26 juni 1926      | Militär                 |
| 7  | Hasan Khalid Abu al-Huda (2:a gången)     |          | 1871-1936 | 26 juni 1926      | 22 februari 1931  | Oberoende               |
| 8  | Abdallah Sarraj                           |          | Okänt     | 22 februari 1931  | 18 oktober 1933   | Oberoende               |
| 9  | Ibrahim Hashem (1:a gången)               |          | 1878-1958 | 18 oktober 1933   | 28 september 1938 | Oberoende               |
| 10 | Tawfik Abu al-Huda (1:a gången)           |          | 1894–1956 | 28 september 1938 | 15 oktober 1944   | Oberoende               |
| 11 | Samir al-Rifai (1:a gången)               |          | 1901-1965 | 15 oktober 1944   | 19 maj 1945       | Oberoende               |
| 12 | Ibrahim Hashem (2:a gången)               |          | 1878-1958 | 19 maj 1945       | 25 maj 1946       | Oberoende               |

### Hashemitiska Konungariket Jordanien(1946-nutid)
| Nr | Namn                                        | Porträtt | Född-Död  | Tillträdde        | Avgick                      | Parti                 |
| -- | ------------------------------------------- | -------- | --------- | ----------------- | --------------------------- | --------------------- |
| 13 | Ibrahim Hashem (2:a gången)                 |          | 1878-1958 | 25 maj 1946       | 4 februari 1947             | Oberoende             |
| 14 | Samir al-Rifai (2:a gången)                 |          | 1901-1965 | 4 februari 1947   | 28 december 1947            | Oberoende             |
| 15 | Tawfik Abu al-Huda (2:a gången)             |          | 1894–1956 | 28 december 1947  | 12 april 1950               | Oberoende             |
| 16 | Sa`id al-Mufti (1:a gången)                 |          | 1898–1989 | 12 april 1950     | 4 december 1950             | Oberoende             |
| 17 | Samir al-Rifai (3:e gången)                 |          | 1901-1965 | 4 december 1950   | 25 juli 1951                | Oberoende             |
| 18 | Tawfik Abu al-Huda (3:e gången)             |          | 1894–1956 | 25 juli 1951      | 5 maj 1953                  | Oberoende             |
| 19 | Fawzi al-Mulki                              |          | 1910–1962 | 5 maj 1953        | 4 maj 1954                  | Oberoende             |
| 20 | Tawfik Abu al-Huda (4:e gången)             |          | 1894–1956 | 4 maj 1954        | 30 maj 1955                 | Oberoende             |
| 21 | Sa`id al-Mufti (2:a gången)                 |          | 1898–1989 | 30 maj 1955       | 15 december 1955            | Oberoende             |
| 22 | Hazza' al-Majali (1:a gången)               |          | 1919-1960 | 15 december 1955  | 21 december 1955            | Oberoende             |
| 23 | Ibrahim Hashem (3:e gången, tillfördordnad) |          | 1878-1958 | 21 december 1955  | 8 januari 1956              | Oberoende             |
| 24 | Samir al-Rifai (4:e gången)                 |          | 1901-1965 | 8 januari 1956    | 22 maj 1956                 | Oberoende             |
| 25 | Sa`id al-Mufti (3:e gången)                 |          | 1898–1989 | 22 maj 1956       | 1 juli 1956                 | Oberoende             |
| 26 | Ibrahim Hashem (4:e gången)                 |          | 1878-1958 | 1 juli 1956       | 29 oktober 1956             | Oberoende             |
| 27 | Sulayman al-Nabulsi                         |          | 1908-1976 | 29 oktober 1956   | 13 april 1957               | Nationalsocialisterna |
| 29 | Husayin al-Khalidi                          |          | 1895-1962 | 13 april 1957     | 24 april 1957               | Oberoende             |
| 30 | Ibrahim Hashem (5:e gången)                 |          | 1878-1958 | 24 april 1957     | 18 maj 1958                 | Oberoende             |
| 31 | Samir al-Rifai (5:e gången)                 |          | 1901-1965 | 18 maj 1958       | 6 maj 1959                  | Oberoende             |
| 32 | Hazza' al-Majali (2:a gången)               |          | 1919-1960 | 6 maj 1959        | 29 augusti 1960 (mördad)    | Oberoende             |
| 33 | Bahjat Talhouni (1:a gången)                |          | 1913-1994 | 29 augusti 1960   | 28 januari 1962             | Oberoende             |
| 34 | Wasfi al-Tal (1:a gången)                   |          | 1919-1971 | 28 januari 1962   | 27 mars 1963                | Oberoende             |
| 35 | Samir al-Rifai (6:e gången)                 |          | 1901-1965 | 27 mars 1963      | 21 april 1963               | Oberoende             |
| 36 | Hussein ibn Nasser (1:a gången)             |          | 1902-1982 | 21 april 1963     | 6 juli 1964                 | Oberoende             |
| 37 | Bahjat Talhouni (2:a gången)                |          | 1913-1994 | 6 juli 1964       | 14 februari 1965            | Oberoende             |
| 38 | Wasfi al-Tal (2:a gången)                   |          | 1919-1971 | 14 februari 1965  | 4 mars 1967                 | Oberoende             |
| 39 | Hussein ibn Nasser (2:a gången)             |          | 1902-1982 | 4 mars 1967       | 23 april 1967               | Oberoende             |
| 40 | Saad Jumaa                                  |          | 1915-1979 | 23 april 1967     | 7 oktober 1967              | Oberoende             |
| 41 | Bahjat Talhouni (3:e gången)                |          | 1913-1994 | 7 oktober 1967    | 24 mars 1969                | Oberoende             |
| 42 | Abdelmunim al-Rifai (1:a gången)            |          | 1917-1985 | 24 mars 1969      | 13 augusti 1969             | Oberoende             |
| 43 | Bahjat Talhouni (4:e gången)                |          | 1913-1994 | 13 augusti 1969   | 27 juni 1970                | Oberoende             |
| 44 | Abdelmunim al-Rifai (2:a gången)            |          | 1917-1985 | 27 juni 1970      | 16 september 1970           | Oberoende             |
| 45 | Muhammad Daoud Al-Abbasi                    |          |           | 16 september 1970 | 26 september 1970           | Oberoende             |
| 46 | Ahmad Toukan                                |          | 1903–1981 | 26 september 1970 | 28 oktober 1970             | Oberoende             |
| 47 | Wasfi al-Tal (3:e gången)                   |          | 1919-1971 | 28 oktober 1970   | 28 november 1971 (mördad)   | Oberoende             |
| 48 | Ahmad al-Lawzi                              |          | 1925-2014 | 29 november 1971  | 26 maj 1973                 | Oberoende             |
| 49 | Zaid al-Rifai (1:a gången)                  |          | 1936-     | 26 maj 1973       | 13 juli 1976                | Oberoende             |
| 50 | Mudar Badran (1a:gången)                    |          | 1934-     | 13 juli 1976      | 19 december 1979            | Oberoende             |
| 51 | Abdelhamid Sharaf                           |          | 1939-1980 | 19 december 1979  | 3 juli 1980 (dog i ämbetet) | Oberoende             |
| 52 | Kassim al-Rimawi                            |          | 1918-1982 | 3 juli 1980       | 28 augusti 1980             | Oberoende             |
| 53 | Mudar Badran (2:a gången)                   |          | 1934-     | 28 augusti 1980   | 10 januari 1984             | Oberoende             |
| 54 | Ahmad Obeidat                               |          | 1938-     | 10 januari 1984   | 4 april 1985                | Oberoende             |
| 55 | Zaid al-Rifai (2:a gången)                  |          | 1936-     | 4 april 1985      | 27 april 1989               | Oberoende             |
| 56 | Zaid ibn Shaker (1:a gången)                |          | 1934-2002 | 27 april 1989     | 4 december 1989             | Oberoende             |
| 57 | Mudar Badran (3:e gången)                   |          | 1934-     | 4 december 1989   | 19 juni 1991                | Oberoende             |
| 58 | Taher al-Masri (1:a gången)                 |          | 1942-     | 19 juni 1991      | 21 november 1991            | Oberoende             |
| 59 | Zaid ibn Shaker (2:a gången)                |          | 1934-2002 | 21 november 1991  | 29 maj 1993                 | Oberoende             |
| 60 | Abdelsalam al-Majali (1:a gången)           |          | 1949-     | 29 maj 1993       | 7 januari 1995              | Oberoende             |
| 61 | Zaid ibn Shaker (3:e gången)                |          | 1934-2002 | 7 januari 1995    | 4 februari 1996             | Oberoende             |
| 62 | Abdelkarim al-Kabariti                      |          | 1949-     | 4 februari 1996   | 9 mars 1997                 | Oberoende             |
| 63 | Abdelsalam al-Majali (2:a gången)           |          | 1925-     | 9 mars 1997       | 20 augusti 1998             | Oberoende             |
| 64 | Fayez al-Tarawneh                           |          | 1949-2021 | 20 augusti 1998   | 4 mars 1999                 | Oberoende             |
| 65 | Abdelraouf al-Rawabdeh                      |          | 1939-     | 4 mars 1999       | 19 juni 2000                | Oberoende             |
| 66 | Ali Abu al-Ragheb                           |          | 1946-     | 19 juni 2000      | 25 oktober 2003             | Oberoende             |
| 67 | Faisal al-Fayez                             |          | 1952-     | 25 oktober 2003   | 6 april 2005                | Oberoende             |
| 68 | Adnan Badran                                |          | 1935-     | 6 april 2005      | 27 november 2005            | Oberoende             |
| 69 | Marouf al-Bakhit (1:a gången)               |          | 1947-     | 27 november 2005  | 25 november 2007            | Oberoende             |
| 70 | Nader al-Dahabi                             |          | 1946–     | 25 november 2007  | 14 december 2009            | Oberoende             |
| 71 | Samir Rifai                                 |          | 1966–     | 14 december 2009  | 9 februari 2011             | Oberoende             |
| 72 | Marouf al-Bakhit (2:a gången)               |          | 1947–     | 9 februari 2011   | 24 oktober 2011             | Oberoende             |
| 73 | Awn Shawkat Al-Khasawneh                    |          | 1950–     | 24 oktober 2011   | 2 maj 2012                  | Oberoende             |
| 74 | Fayez al-Tarawneh (2:a gången)              |          | 1949–2021 | 2 maj 2012        | 11 oktober 2012             | Oberoende             |
| 74 | Abdullah Ensour                             |          | 1939–     | 11 oktober 2012   | 1 juni 2016                 | Oberoende             |
| 75 | Hani Mulki                                  |          | 1951–     | 1 juni 2016       | 4 juni 2018                 | Oberoende             |
| 76 | Omar Razzaz                                 |          | 1960–     | 5 juni 2018       | 12 oktober 2020             | Oberoende             |
| 77 | Bisher Al-Khasawneh                         |          | 1969–     | 12 oktober 2020   | 15 september 2024           | Oberoende             |
| 78 | Jafar Hassan                                |          | 1968–     | 15 september 2024 |                             | Oberoende             |